# 南平毛蕨
南平毛蕨（学名：Cyclosorus nanpingensis）为金星蕨科毛蕨属下的一个种。